# A vasálarcos (film, 1985)
A vasálarcos (eredeti cím: The Man in the Iron Mask) 1985-ben bemutatott ausztrál televíziós rajzfilm, amely Alexandre Dumas Vasálarcos ember című regénye alapján készült.

## Szereplők
| Szereplő    | Eredeti hang | Magyar hang                     | Magyar hang                              |
| Szereplő    | Eredeti hang | 1. magyar szinkron (MTV1, 1990) | 2. magyar szinkron (Helikon Video, 1991) |
| ----------- | ------------ | ------------------------------- | ---------------------------------------- |
| Fülöp Lajos | Colin Friels | Kautzky Armand                  | ?                                        |
| XIII. Lajos | Colin Friels | Izsóf Vilmos                    | ?                                        |
| Péronne     | Gwen Plumb   | ?                               | ?                                        |
| Porthos     | John Meillon | Kránitz Lajos                   | ?                                        |
| Athos       | N/A          | Szacsvay László                 | ?                                        |
| Aramis      | N/A          | Usztics Mátyás                  | ?                                        |
| D’Artagnan  | N/A          | Gruber Hugó                     | ?                                        |
| Colbert     | N/A          | Szabó Ottó                      | ?                                        |
| Anna        | N/A          | Pécsi Ildikó                    | ?                                        |